# Lilla Iglekärr, Bohuslän
Lilla Iglekärr är en sjö i Stenungsunds kommun i Bohuslän och ingår i Göta älv-Bäveåns kustområde. Lilla Iglekärr ligger i Svartedalen Natura 2000-område. Sjöns area är 0,015 kvadratkilometer och den är belägen 130 meter över havet.